# Exochus foveolatus
Exochus foveolatus är en stekelart som beskrevs av Otto Schmiedeknecht 1924. Exochus foveolatus ingår i släktet Exochus och familjen brokparasitsteklar.

## Underarter
Arten delas in i följande underarter:
- E. f. flavopictus
- E. f. camargator